# Communauté de communes Loire-Atlantique méridionale
La communauté de communes de la Loire-Atlantique méridionale était une intercommunalité française, située dans le département de la Loire-Atlantique (région Pays de la Loire). Elle fut dissoute le 31 décembre 2016. Elle a été fusionnée avec la Communauté de communes de la Région de Machecoul. Elle se nomme maintenant Sud Retz Atlantique Communauté et est composée de 8 communes : Corcoué sur Logne - La Marne - Legé - Machecoul St Même - Paulx - St Etienne de Mer Morte - St Mars de Coutais - Touvois.

## Histoire
Elle a été créée en 1995 à la suite du district de la Région de Legé.
Depuis sa création, elle est présidée par Claude Naud, aujourd'hui maire de Corcoué-sur-Logne et conseiller général du canton de Legé.
En 2016, les Communautés de communes Loire-Atlantique méridionale et de la région de Machecoul décident de la création d'une intercommunalité unique baptisée communauté de communes Sud Retz Atlantique qui doit voir le jour le 1er janvier 2017 et dont la création fut officialisée par un arrêté préfectoral en date du 14 novembre 2016.

## Composition
La communauté de communes de la Loire-Atlantique méridionale comprenait les trois communes du canton de Legé, à savoir :
| Nom               | Code Insee | Gentilé     | Superficie (km2) | Population (dernière pop. légale) | Densité (hab./km2) |
| ----------------- | ---------- | ----------- | ---------------- | --------------------------------- | ------------------ |
| Legé (siège)      | 44081      | Legéens     | 63,32            | 4 490 (2014)                      | 71                 |
| Corcoué-sur-Logne | 44156      | Corcouéens  | 50,39            | 2 767 (2014)                      | 55                 |
| Touvois           | 44206      | Touvoisiens | 39,21            | 1 746 (2014)                      | 45                 |